# 1928 en santé et médecine
| Années de la santé et de la médecine : 1925 - 1926 - 1927 - 1928 - 1929 - 1930 - 1931    |
| Décennies de la santé et de la médecine : 1890 - 1900 - 1910 - 1920 - 1930 - 1940 - 1950 |

Cet article présente les faits marquants de l'année 1928 en santé et médecine.

## Événements
- Premier antibiotique avec la découverte de la pénicilline par Alexander Fleming, publiée l'année suivante[1].
- Camille Guérin prend la direction du service de la tuberculose à l'Institut Pasteur de Paris

## Naissances
- 1er janvier : Roger Dadoun, psychanalyste, philosophe, traducteur et critique d'art français.
- 17 janvier : Marcel Gagnon (mort en 1993), biologiste canadien.
- 22 janvier : René Touraine (mort en 1988), dermatologue français.

## Décès
- 5 février : Xavier Arnozan (né en 1852), médecin français.
- 7 avril : Alexandre Bogdanov (né en 1873), médecin, économiste, écrivain et homme politique russe, mort des suites d'un échange de sang[2].